# オスロ・フィルハーモニー管弦楽団
オスロ・フィルハーモニー管弦楽団（オスロ・フィルハーモニーかんげんがくだん、ノルウェー語 Oslo-Filharmonien、英語: Oslo Philharmonic Orchestra）は、ノルウェーのオスロに本拠を置くオーケストラ。

## 概要
初源は1879年にエドヴァルド・グリーグらが設立したクリスチャニア音楽協会に遡る。その後、国立劇場でも公演を始めた。
1919年、Filharmonisk Selskabs Orkesterとして再建され、現在のオスロ・フィルの前身となった。

第二次世界大戦中は、ナチスから締め出されたユダヤ系又は前衛志向の音楽家、ストラヴィンスキー、E.クライバー、ワルターらが相次ぎ客演した。
戦後は、同時代音楽を積極的に紹介し、世界の楽壇での知名度を高めた。
1979年、現在の楽団名に改称。
1996年、ノルウェー議会の法令により財団法人化され独立した組織となった。
歴代の音楽監督には、ブロムシュテット、ヤンソンス、プレヴィンら、世界的にその名を知られる指揮者が名を連ね、特に23年間在任したヤンソンスとともに楽団の黄金時代を築いた。

## 歴代音楽監督・首席指揮者等
- イェオリ・シュネーヴォイクト （1919年 - 1921年）
- ヨハン・ハルヴォルセン （1919年 - 1920年）
- イグナーツ・ノイマルク （1919年 - 1921年）
- ジョセ・アイゼンシュッツ （1921年 - 1927年）
- イサイ・ドブローウェン （1927年 - 1931年）
- オド・グレネ＝ヘッゲ （1931年 - 1933年）
- オーラヴ・シェラン （1933年 - 1945年）
- オド・グレネ＝ヘッゲ （1945年 - 1962年）
- ヘルベルト・ブロムシュテット （1962年 - 1968年）
- エイヴィン・フィエルスタード （1962年 - 1969年）
- ミルティアデス・カリーディス （1969年 - 1975年）
- オッコ・カム （1975年 - 1979年）
- マリス・ヤンソンス （1979年 - 2002年）
- アンドレ・プレヴィン （2002年 - 2006年）
- ユッカ＝ペッカ・サラステ （2006年 - 2013年）[2]
- ヴァシリー・ペトレンコ（2013年 - 2020年）
- クラウス・マケラ（2020年 - 、首席指揮者）[3]